# Шматов, Юрий Анисимович
Юрий Анисимович Шматов (21 ноября 1937, Рудничный, Свердловская область — 18 июля 2023, Псков) — государственный деятель, председатель Псковского областного Собрания депутатов, член Совета Федерации.

## Биография
Родился 21 ноября 1937 года в посёлке Рудничный Надеждинского городского совета Свердловской области.
Окончил ремесленное училище (1954), сельскохозяйственный техникум, Ленинградскую высшую партийную школу (ЛВПШ) в 1969 году.
Трудовую деятельность начал в 1954 году токарем машинно-тракторной станции в посёлке Струги Красные Псковской области. В 1956—1959 гг. служил в армии. С марта 1959 по сентябрь 1960 года — председатель Струго-Красненского районного совета спортивных обществ. С сентября 1960 по май 1962 года токарь в совхозе «Авангард». С мая 1962 по 1966 год на комсомольской работе, избирался секретарем Струго-Красненского районного комитета ВЛКСМ.
После окончания ВПШ (1969) работал в партийных органах и исполнительной власти Стругокрасненского района, в дорожно-строительных организациях, директором завода силикатного кирпича (1983—1989), председателем Струго-Красненского райисполкома и Совета народных депутатов (1989—1991).

### Политическая карьера
С 1991 по 1994 год заместитель главы администрации Псковской области. С 1994 года по 2004 — председатель Псковского областного Собрания депутатов. В период 1996—2001 годы — член Совета Федерации от Псковской области.
В декабре 2001 г. сложил полномочия члена Совета Федерации РФ в связи с избранием в него представителя от Псковского областного Собрания в соответствии с новым порядком формирования верхней палаты российского парламента.
31 марта 2002 г. был вновь избран депутатом Псковского областного собрания депутатов, в апреле 2002 г. — председателем Псковского областного собрания третьего созыва. Смещён с поста председателя собрания в июне 2004 года. В марте 2007 г. вновь избран депутатом Псковского областного Собрания депутатов.
В 2020 году стал первым удостоенным звания «почётный гражданин Псковской области».